# Лермонтовская энциклопедия
Лермонтовская энциклопедия — энциклопедия о М. Ю. Лермонтове, первая персональная (посвящённая личности одного человека) энциклопедия на русском языке.
Вышла в 1981 году в издательстве «Советская энциклопедия». Главный редактор — пушкинист и лермонтовед В. А. Мануйлов. В издании содержится несколько тысяч статей и заметок, которые делятся на следующие группы:
- Произведения М. Ю. Лермонтова (статьи о всех его текстах);
- Основные проблемы творчества М. Ю. Лермонтова;
- Поэтика и стихосложение М. Ю. Лермонтова;
- Русские и зарубежные влияния на творчество М. Ю. Лермонтова;
- Жизненный путь М. Ю. Лермонтова, этапы и события;
- Знакомые М. Ю. Лермонтова, оставившие след в его биографии и творчестве;
- Лермонтовские темы в искусстве;
- Изучение М. Ю. Лермонтова.

Книга содержит множество иллюстраций, в том числе на цветных вклейках: в ней воспроизведены, в частности, рисунки и картины, созданные самим М. Ю. Лермонтовым. В энциклопедии имеется генеалогическое древо Лермонтовых.